# The Mascot of Troop 'C'
The Mascot of Troop 'C' è un cortometraggio muto del 1911 diretto da Wilbert Melville.

## Produzione
Il film fu prodotto dalla Solax Studios. Le riprese sono state effettuate a Fort Myer, Contea di Arlington, Virginia.

## Distribuzione
Distribuito dalla Motion Picture Distributing and Sales Company, il film - un cortometraggio in una bobina - uscì nelle sale cinematografiche statunitensi il 4 agosto 1911.